# Wendy Brown

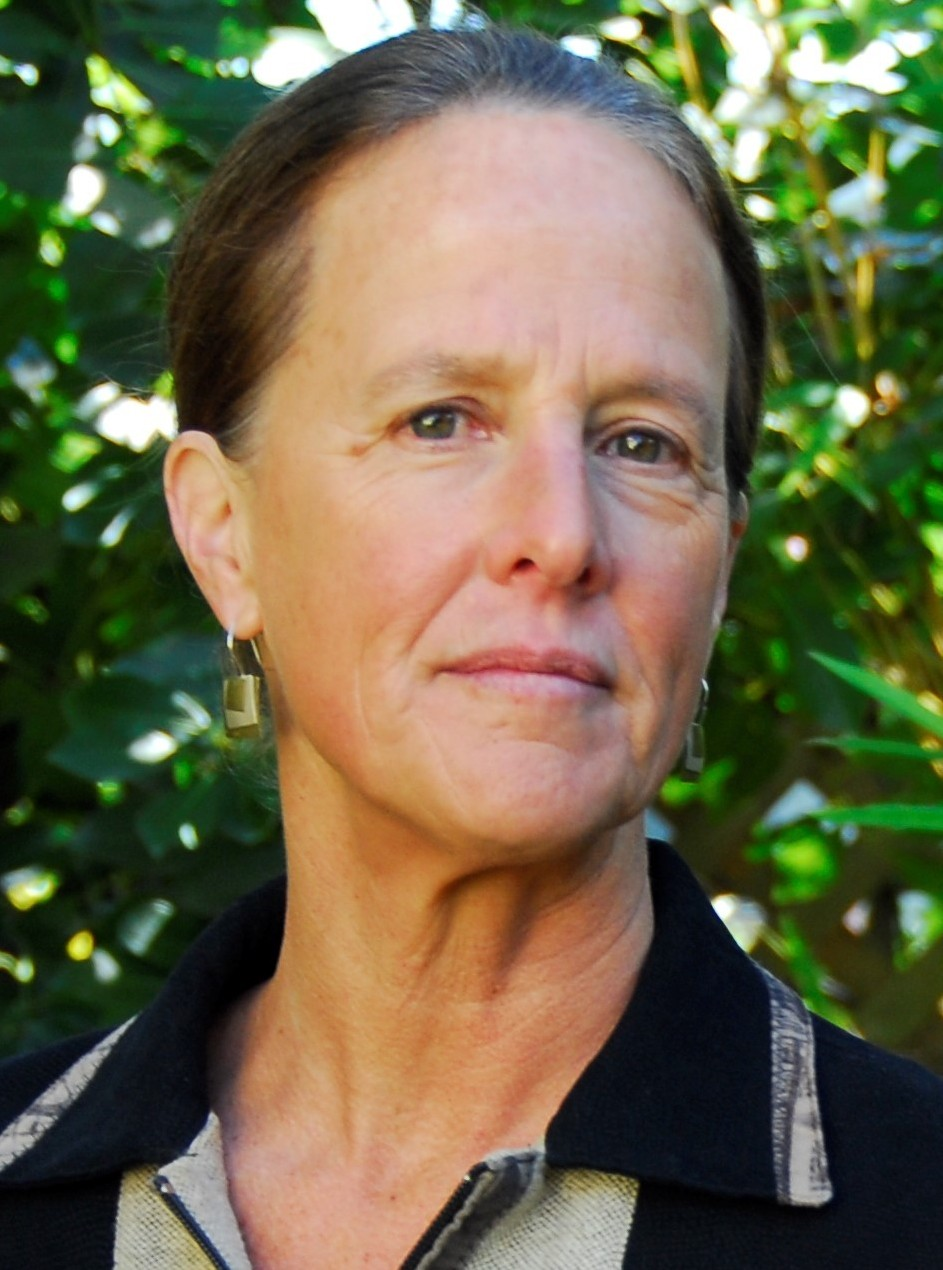
Wendy Brown in 2016

Wendy Brown (28 november 1955) is een professor in de politicologie aan de Universiteit van Californië - Berkeley. Ze heeft belangrijke bijdragen geleverd aan de post-Foucault politieke filosofie en feministische theorie. In het bijzonder gebruikt ze de ideeën van Marx, Nietzsche, Weber, Freud, Frankfurter School theoristen, Foucault, en eigentijdse continentale filosofen op de problemen aan te pakken van politieke macht, politieke identiteit, burgerschap, en politieke subjectiviteit. Browns meest recente onderzoek richt zich op de concepten van politieke soevereiniteit in relatie tot globalisering en andere transnationale krachten.
Brown kreeg haar BA aan de UC Santa Cruz en haar Ph.D in politieke filosofie aan de Princeton University in 1983. Voordat ze naar Berkeley ging in 1999, doceerde ze aan het Williams College en UC Santa Cruz.

## Boeken
Vertaald
- Het ontmantelen van de demos. De stille revolutie van het neoliberalisme, vert. Daan Pieters (Amsterdam: Octavo, 2018), ISBN 9789490334222.

Origineel
- 2006: Regulating Aversion: Tolerance in the Age of Identity and Empire
- 2005: Edgework: Critical Essays in Knowledge and Politics
- 2002: Left Legalism/Left Critique (co-edited with Janet Halley)
- 2001: Politics Out of History (sample chapter)
- 1995: States of Injury: Power and Freedom in Late Modernity
- 1988: Manhood and Politics: A Feminist Reading in Political Thought